# Семёнов, Борис Фёдорович
Борис Фёдорович Семёнов (1929—2010) — советский учёный и педагог, иммунолог и вирусолог, доктор медицинских наук, профессор, действительный член АМН СССР (1991; член-корреспондент с 1984). Лауреат Премии Совета Министров СССР (1981) и Премии Правительства Российской Федерации в области науки и техники (2005). Заслуженный деятель науки РСФСР (1981).

## Биография
Родился 2 июня 1929 года в Нижнем Новгороде.
С 1948 по 1953 год обучался на санитарно-гигиеническом факультете Первого Московского государственного медицинского института и с 1953 по 1956 год обучался в аспирантуре при АМН СССР. С 1956 по 1958 год на научной работе в Институте полиомиелита и вирусных энцефалитов в качестве младшего научного сотрудника, ученик академика М. П. Чумакова.
в 1958 по 1964 год на научной работе в Московском НИИ вирусных препаратов Минздрава СССР в должности — старший научный сотрудник и заведующий научно-исследовательской  лаборатории. С 1964 по 1974 год на научной работе в НИИ  полиомиелита и вирусных энцефалитов АМН СССР в должностях: старший научный сотрудник, заведующий научно-исследовательской  лаборатории и заместитель директора по науке этого института. 
С 1974 по 2010 год на научно-исследовательской работе в НИИ вакцин и сывороток имени  И. И. Мечникова в должностях: с 1974 по 2005 год — директор этого института, с 2005 по 2010 год — главный научный сотрудник. Одновременно являлся — заведующим лаборатории иммунопатологии вирусных инфекций НИИ  полиомиелита и вирусных энцефалитов АМН СССР — РАМН.

### Научно-педагогическая деятельность и вклад в науку
Основная научно-педагогическая деятельность Б. Ф. Семёнова была связана с вопросами в области биобезопасности, иммунологии, вирусологии и иммунопатологии вирусных и бактериальных инфекций. Б. Ф. Семёнов принимал участие в создании и внедрении в практикую деятельность новых вакцин для профилактики японского и клещевого энцефалитов, а так же вакцины против полиомиелита. 
Б. Ф. Семёнов являлся — председателем Комитета но аллергенам и иммунодиагностическим препаратам Министерства здравоохранения СССР, членом Правления Всесоюзного научного общества иммунологов и Всесоюзного научного общества микробиологов, эпидемиологов и паразитологов, председателем Правления Всероссийского научно-практического общества микробиологов, эпидемиологов и паразитологов имени И. И. Мечникова, председателем Научного совета по вакцинологии РАМН, руководителем Координационного центра по проблеме «Биотехнология в медицине» Совета экономической взаимопомощи (СЭВ) и экспертом Всемирной организации здравоохранения (ВОЗ, англ. World Health Organization, WHO).
В 1957 году защитил кандидатскую диссертацию по теме: «Изучение токсических свойств вирусов группы орнитоза-пситтакоза, выделенных в СССР», в 1968 году докторскую диссертацию, в 1969 году ему было присвоено учёное звание профессор.  В 1984 году он был избран член-корреспондентом, а в 1991 году — действительным членом АМН СССР. Под руководством Б. Ф. Семёнова было написано около триста шестидесяти  научных работ, в том числе двенадцать монографий, под его руководством было подготовлено одиннадцать  докторов и двадцать один кандидат наук. Он являлся — главным редактором научно-медицинских журналов «Вакцинация: Новости вакцинопрофилактики» и «Микробиология, эпидемиология и иммунобиология», а так же редактором редакционного отдела «Вирусология» Большой медицинской энциклопедии.
Скончался 15 декабря 2010 года в Москве. Похоронен в колумбарии Ваганьковского кладбища.

## Награды, звания и премии
- Орден «За заслуги перед Отечеством» IV степени[7]
- Орден «Знак Почета»[4]
- Заслуженный деятель науки РСФСР (1981)[3][2][4]
- Премия Совета Министров СССР (1981)[3][2][4]
- Премии Правительства Российской Федерации в области науки и техники (2005)[8]